# Bandrake Head
Bandrake Head – wieś w Anglii, w Kumbrii. Leży 70 km na południe od miasta Carlisle i 365 km na północny zachód od Londynu.